# روش اجزاء محدود
روش اجزاء محدود یا روش المان محدود (به انگلیسی: Finite Element Method) که به اختصار FEM نامیده می‌شود، رایج‌ترین روش عددی برای حل مسائل مهندسی و مدل‌های ریاضیاتی است. رایج‌ترین این مسائل شامل تحلیل سازه‌ها، انتقال گرما، دینامیک شاره‌ها، انتقال جرم و پتانسیل الکترومغناطیسی می‌شود. روش المان محدود، روشی عددی برای حل معادلات دیفرانسیلی جزئی یا PDE تعریف شده بر اساس یک یا دو متغیر مکانی است. در این روش، برای حل مسئله یک سیستم بزرگ به قسمت‌های کوچک‌تر و ساده‌تر به نام المان‌های محدود تقسیم می‌شود. این گسسته سازی مکانی مستلزم تعریف جسم یا محیط مسئله بصورت یک شبکه یا در اصطلاح مش است. در واقع شبکه از مجموعه‌ای از نقاط گسسته برای تبدیل جسم یا محیط مسئله به محدودهٔ عددی برای حل مسئله است. فرمول‌بندی روش المان محدود در ادامه به سیستمی از معادلات جبری تبدیل می‌شود که بیانگر تقریبی از یک تابع مجهول بر روی هر المان است. سپس معادلات ساده‌ای که هر یک از این المان‌ها را مدلسازی می‌کنند، در قالب یک سیستم بزرگتر از معادلات که کل محدودهٔ مسئله را در بر می‌گیرد، سرهم‌بندی می‌شوند. در نهایت با استفاده از حساب تغییرات جوابی برای مسئله با به حداقل رساندن یک تابع خطا یافته می‌شود. کاربرد عملی اجزای محدود معمولاً با نام تحلیل اجزا محدود (به انگلیسی: Finite Element Analysis) یا به اختصار FEA خوانده می‌شود.
نرم‌افزارهای تحلیل المان محدود (FEA) طراحان و مهندسان را قادر می‌سازد تا به صورت دیجیتالی رفتار سازه‌ها و اجزای مکانیکی را آزمایش و پیش‌بینی کنند و مسائل پیچیده مهندسی تحت شرایط بارگذاری استاتیکی و دینامیکی را حل کنند. FEM به عنوان پایه نرم‌افزارهای شبیه‌سازی مدرن استفاده می‌شود و به مهندسان کمک می‌کند تا مناطق تنش، نقاط ضعف و غیره را در طراحی‌های خود پیدا کنند. نتایج یک شبیه‌سازی مبتنی بر نرم‌افزار FEA معمولاً از طریق یک مقیاس رنگی نشان داده می‌شود که به عنوان مثال، توزیع فشار روی جسم را نشان می‌دهد.

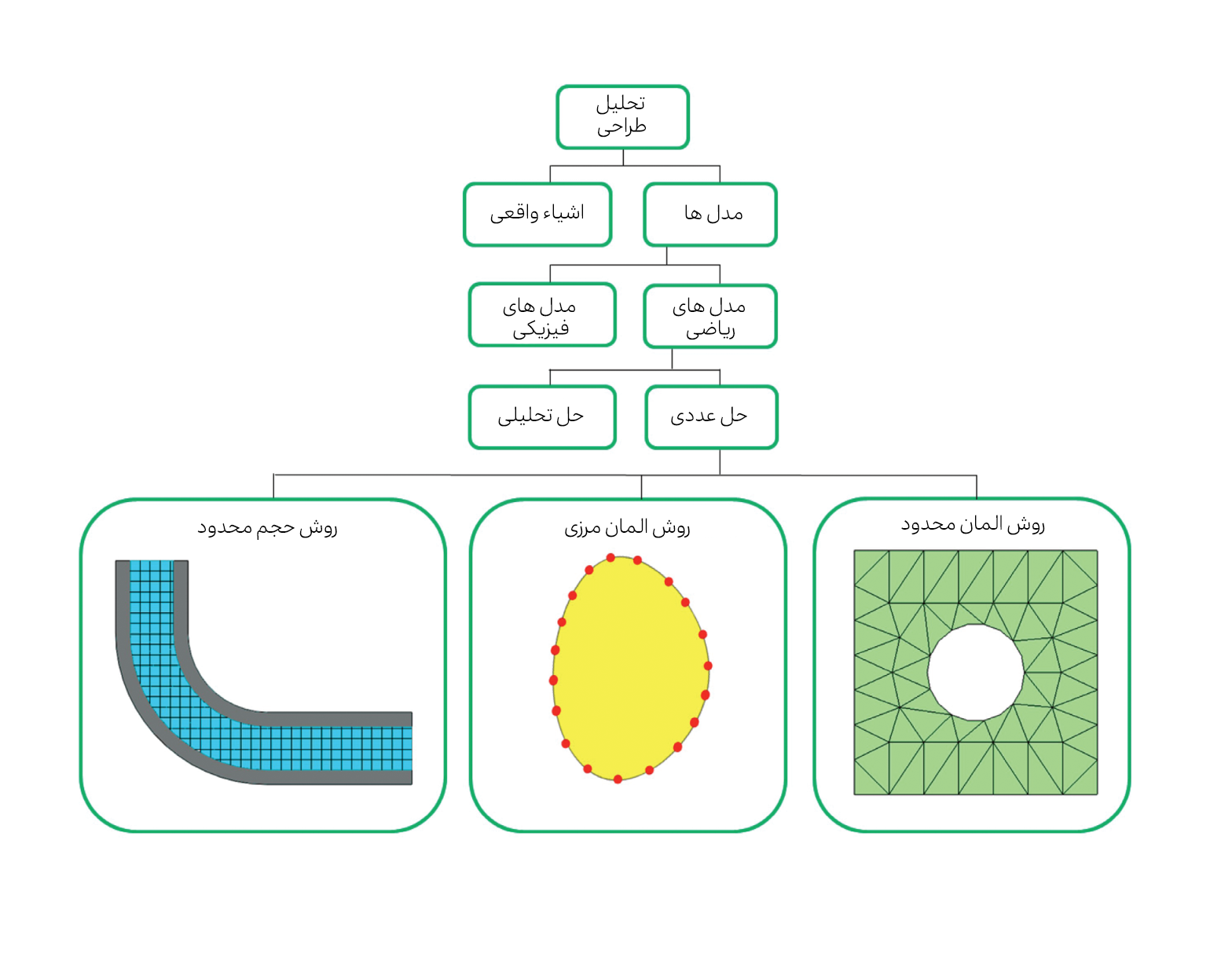
روش‌های عددی مختلف که برای حل مسائل مهندسی استفاده می‌شود.

در دهه ۱۹۶۰ که آنالیزهای عددی برای اولین بار در کاربردهای مهندسی معرفی شدند، از روش‌های تحلیل بسیاری استفاده شد، اما با گذشت زمان، روش المان محدود یا FEM به دلیل عمومیت و کارایی عددی آن به روش عددی غالب تبدیل شد. با اینکه روش‌های دیگر مزیت‌هایی را در کاربردهای خاص دارند، اما اِعمال آنها برای انواع دیگر تحلیل‌ها دشوار یا غیرممکن است. در عین حال، FEM را می‌توان تقریباً برای هر نوع تحلیلی اعمال کرد. این کلیت و کارایی عددی برای برنامه نویسانی که می‌خواهند تصمیم بگیرند از کدام روش در برنامه تحلیل تجاری خود استفاده کنند، مورد توجه قرار می‌گیرد. توسعه یک نرم‌افزار تحلیل مدرن متشکل از چندین میلیون خط کد، سرمایه‌گذاری عظیمی است که تنها با ایجاد یک محصول همه‌کاره و کارآمد قابل جبران است. FEM این تطبیق‌پذیری و کارایی را ارائه می‌دهد و به همین دلیل بر بازار نرم‌افزارهای تحلیل تجاری تسلط پیدا کرده‌است.
اندازه بازار جهانی نرم‌افزارهای تحلیل المان محدود در سال ۲۰۲۱ میزان ۴٫۷۹ میلیارد دلار تخمین زده شده‌است و پیش‌بینی می‌شود تا سال ۲۰۳۰ این رقم با نرخ رشد مرکب سالانه ۱۴٫۰۴٪ رشد کرده و به ۱۴٫۹۹ میلیارد دلار برسد.

## تاریخچه

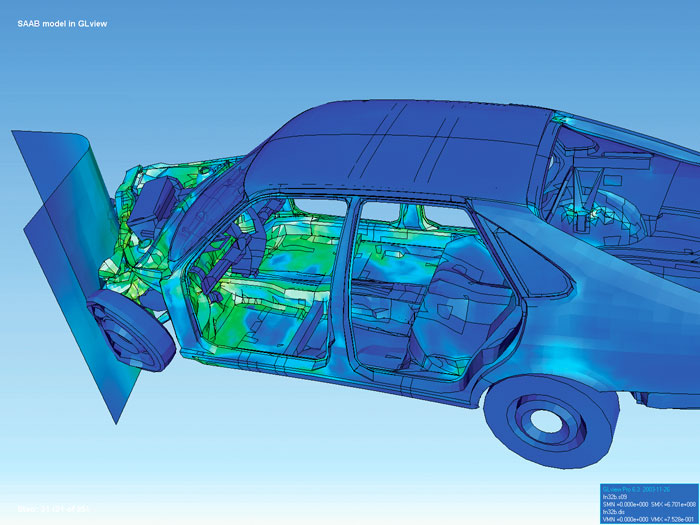
تجسم نحوه تغییر شکل یک خودرو در تصادف نامتقارن با استفاده از تحلیل اجزای محدود

در حالی که ذکر تاریخ اختراع روش اجزای محدود دشوار است، این روش از نیاز به حل مسائل پیچیده الاستیسیته و تحلیل سازه‌ها در مهندسی عمران و مهندسی هوافضا سرچشمه گرفته‌است. توسعه آن را می‌توان به کارهای الکساندر هرنیکوف و ریچارد کورانت در اوایل دهه ۱۹۴۰ منسوب کرد. یکی دیگر از پیشگامان، یوانیس آرگریس بود. در اتحاد جماهیر شوروی، معرفی کاربرد عملی روش معمولاً با نام لئونارد اوگانسیان مرتبط است. همچنین به‌طور مستقل در چین توسط فنگ کانگ در اواخر دهه ۱۹۵۰ و اوایل دهه ۱۹۶۰ بر اساس محاسبات ساخت سدها کشف شد، جایی که آن را روش تفاضل محدود بر اساس اصل تغییرات نامیدند. اگرچه رویکردهای استفاده شده توسط همه این پیشگامان متفاوت است، اما همه آنها یک ویژگی اساسی مشترک دارند: گسسته‌سازی شبکه‌ای یک دامنه پیوسته به مجموعه‌ای از زیر دامنه‌های گسسته که معمولاً المان نامیده می‌شوند.

## مفاهیم اساسی تحلیل المان محدود
تقسیم محدودهٔ حل به اجزای ساده‌تر چندین مزیت دارد:
- بیان دقیق هندسه‌های پیچیده
- قابلیت درنظرگرفتن مواد با ویژگی‌های متفاوت
- بیان سادهٔ جواب کلی مسئله
- قابلیت در نظر گرفتن ویژگی‌های محلی جواب

اساس کار این روش حذف کامل معادلات دیفرانسیل یا ساده‌سازی آن‌ها به معادلات دیفرانسیل معمولی، که با روش‌های عددی مانند اویلر حل می‌شوند، می‌باشد.
در حل معادلات دیفرانسیل جزئی مسئله مهم این است که به معادله ساده‌ای که از نظر عددی پایداراست -به این معنا که خطا در داده‌های اولیه و در حین حل به حدی نباشد که به نتایج نامفهوم منتهی شود- برسیم. روش‌هایی با مزایا و معایب مختلف برای این امر وجود دارد، که روش اجزاء محدود یکی از بهترین آنهاست. این روش درحل معادلات دیفرانسیل جزئی روی دامنه‌های پیچیده (مانند وسایل نقلیه و لوله‌های انتقال نفت)، یا هنگامی که دامنه متغیر است، یا وقتی که دقت بالا در همه جای دامنه الزامی نیست یا اگر نتایج همبستگی و یکنواختی کافی را ندارند، بسیار مفید می‌باشد. به عنوان مثال در شبیه‌سازی یک تصادف در قسمت جلوی خودرو، نیازی به دقت بالای نتایج در عقب خودرو نیست. همچنین در شبیه‌سازی و پیش‌بینی هوا روی کره زمین، هوای روی خشکی اهمیت بیشتری نسبت به هوای روی دریا دارد.
تقسیم ناحیه به نواحی کوچکتر دارای مزایای زیادی است از جمله: نمایش دقیق هندسه پیچیده، گنجایش ویژگی‌های متفاوت جسم، درک ویژگی‌های موضعی جسم.

### انواع المان محدود

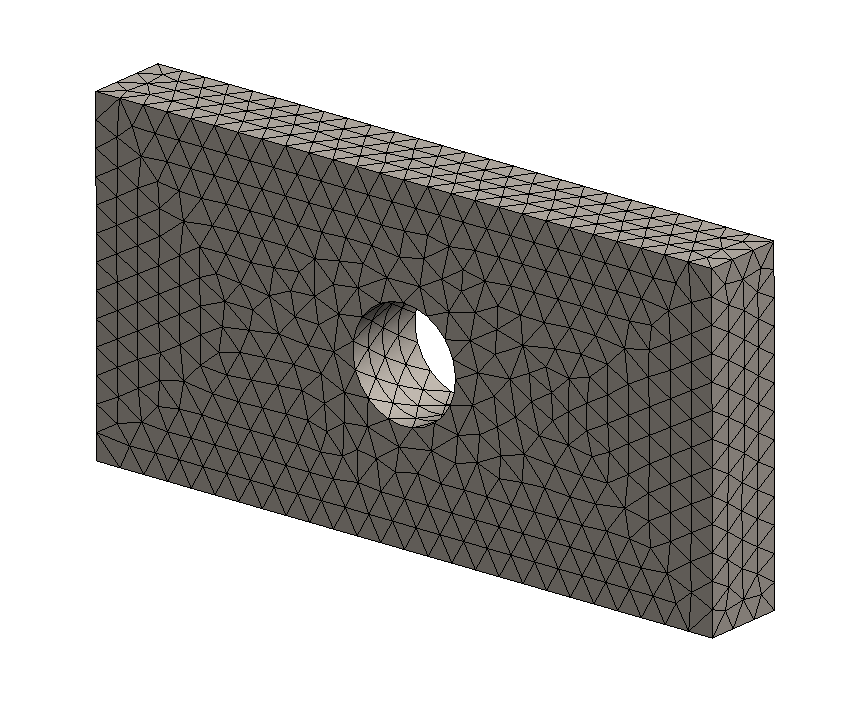
یک قطعه نمونه که با المان‌های سه‌بعدی سالید گسسته‌سازی شده است.

نرم‌افزارهای تجاری FEA از انواع مختلفی از المان‌ها استفاده می‌کنند. انتخاب نوع المان مناسب برای حل مسئله تحلیل از اهمیت بالایی برخوردار است. راه‌های زیادی برای طبقه‌بندی المان‌های محدود وجود دارد. برخی از روش‌های متداول عبارتند از:

#### طبقه‌بندی بر اساس بعد
- المان سه‌بعدی سالید: المان سالید (3D Solid Element) به‌طور کامل هر سه بعد را نشان می‌دهد. میدان جابجایی در یک المان سالید سه‌بعدی است و هر مولفه جابجایی با چند جمله‌ای با همان درجه تقریب می‌شود. گره‌های المان سالید دارای ۳ درجه آزادی یا DOF هستند که هر سه آنها حرکت انتقالی هستند. برای تعریف تغییرشکل المان از شکل تغییر شکل نیافته به شکل تغییر شکل یافته، سه حرکت انتقالی کافی است.[۹]
- المان پوسته‌ای سه‌بعدی و المان غشایی سه‌بعدی: المان پوسته‌ای (Shell) دارای یک بعد نادیده گرفته شده‌است. آن بعد نادیده گرفته شده ضخامت پوسته است که نسبت به ابعاد دیگر کوچک در نظر گرفته می‌شود. مفروضاتی در مورد توزیع تنش در امتداد آن بعد نادیده گرفته شده باید انجام شود. فرض می‌شود تنش‌های عمود به مقطع پوسته دارای توزیع خطی هستند. در نتیجه، المان پوسته‌ای می‌تواند خمش را مدل کند. تنش‌های برشی عرضی در فرمولاسیون المان پوسته‌ای نازک، ثابت و در فرمولاسیون المان پوسته‌ای ضخیم، سهمی فرض می‌شود. المان پوسته‌ای میدان جابجایی را با دو متغیر مدل می‌کند. جابجایی در ضخامت مدلسازی نشده‌است.[۱۰]
- المان تیر سه‌بعدی: المان تیر دارای دو بعد نادیده گرفته شده‌است. فرض بر این است که عرض و ارتفاع مقطع در مقایسه با طول کوچک است. میدان جابجایی سه‌بعدی است. ما یک تغییر خطی شناخته شده تنش را در دو جهت عمود بر سطح مقطع عمود بر تیر فرض می‌کنیم. المان تیر میدان جابجایی سه‌بعدی را با یک متغیر مدل می‌کند. المان تیر را می‌توان به عنوان یک خط در نظر گرفت که خصوصیات مقطع (سطح مقطع و ممان‌های اینرسی دوم) به آن اضافه شده‌است. المان‌های تیری دارای ۶ درجه آزادی در هر گره هستند: سه حرکت انتقالی و سه حرکت چرخشی، مشابه با المان‌های پوسته‌ای. ظاهر نمایشی المان‌های تیری در نرم‌افزارهای تجاری می‌تواند از یک خط ساده تا یک تیر سه‌بعدی کامل متفاوت باشد ولی در محاسبات به صورت یک خط ساده در نظر گرفته شوند.[۱۱]
- المان‌های دوبعدی: مواردی وجود دارد که پاسخ سازه به بار را می‌توان به‌طور کامل در دو بعد توصیف کرد؛ در چنین حالتی از المان‌های دو بعدی استفاده می‌شود. المان‌های دو بعدی به سه دسته تقسیم می‌شوند: ۱. تنش صفحه‌ای، ۲. کرنش صفحه‌ای و ۳. المان‌های متقارن محوری. المان‌های تنش صفحه‌ای برای تجزیه و تحلیل سازه‌های مسطح نازک بارگذاری شده در صفحه، که در آن تنش خارج از صفحه برابر با صفر فرض می‌شود، استفاده می‌شود. المان‌های کرنش صفحه‌ای برای تجزیه و تحلیل سازه‌های منشوری ضخیم بارگذاری شده در صفحه استفاده می‌شود، که در آن کرنش خارج از صفحه برابر با صفر فرض می‌شود. المان‌های متقارن محوری برای تحلیل سازه‌های متقارن محوری تحت بار متقارن محوری استفاده می‌شوند. در تمام این موارد، تغییر شکل سازه را می‌توان به‌طور کامل با استفاده از المان‌ها با تنها ۲ درجه آزادی به ازای هر گره توصیف کرد. برای تنش صفحه‌ای و کرنش صفحه‌ای، این تغییرشکل سازه را می‌توان با دو جزء جابجایی درون صفحه نشان داد و برای المان‌های متقارن محوری، این تعییر شکل جابجایی‌های شعاعی و محوری هستند.[۱۲]
- المان یک‌بعدی: المان یک‌بعدی هیچ کاربرد عملی ندارد، اما به دلیل سادگی، به‌طور گسترده در دوره‌های مقدماتی FEA مورد استفاده قرار می‌گیرند. المان‌های یک بعدی فقط ۱ درجه آزادی در هر گره دارند. همه المان‌ها در یک مش با المان یک بعدی باید در امتداد یک خط مستقیم تراز شوند.[۱۳]

### شکل المان‌ها
از لحاظ تئوری، یک المان با هر شکلی می‌تواند طراحی شود. با این حال، به دلایل عملی، فقط از المان‌‌ها با اشکال ساده استفاده می‌شود، زیرا فقط با اشکال ساده می‌توان هر هندسه‌ای را مش‌بندی کرد. در نتیجه، المان‌های دو بعدی به صورت مثلثی و چهار ضلعی بوده، و المان‌های سه‌بعدی به صورت چهار وجهی، و المان‌های پنج وجهی (منشور‌ها) و شش وجهی (آجری) ساخته می‌شوند.
از آنجایی که نرم‌افزار‌های مش‌ساز خودکار با المان‌های چهار وجهی در مش‌بندی حجمی و المان‌های مثلثی در مش‌بندی سطحی به صورت قابل اطمینان و مطلوبی کار می‌کنند، المان‌های چهار وجهی و مثلثی اغلب در شکل المان‌ها استفاده می‌شوند.

### مرتبه المان و نوع المان

انواع المان‌های حجمی مورد استفاده برای مش بندی در تحلیل اجزای محدود.

مرتبه المان‌ها با مرتبه توابع درون یابی جابجایی استفاده شده توسط المان تعریف می‌شود. المان مرتبه اول از توابع درونیابی جابجایی مرتبه اول استفاده می‌کند. المان مرتبه دوم از توابع جابجایی مرتبه دوم و غیره استفاده می‌کند. نوع المان نشان می‌دهد که مرتبه المان ثابت است یا اینکه می‌توان آن را بدون نیاز به مش کردن مجدد تغییر داد. المان‌هایی که مرتبه آنها ثابت است توسط نسخه h از FEM استفاده می‌شود و المان‌‌های h نامیده می‌شوند. المان‌های که مرتبه آنها را می‌توان به طور خودکار تغییر داد توسط نسخه p از FEM استفاده می‌شود و المان‌های p نامیده می‌شوند. در اکثر کاربردهای تجاری نسخه h از FEM، المان‌ها در مرتبه اول یا دوم تنظیم می‌شوند. در نسخه p از FEM، بسته به اجرای نرم افزار خاص، المان‌ها را می‌توان به طور خودکار به مرتبه‌های بالاتر، از مرتبه پنجم تا دهم ارتقا داد. معمولاً می‌توان المان‌های h و p را از روی ظاهر آنها از هم متمایز کرد. نام h از اندازه المان مشخصه، و نام p از تابع درونیابی جابجایی چند جمله‌ای (polynomial) می‌آید.

## انواع روش‌های اجزای محدود

### AEM
تفاوت رنگ‌ها در این مثال نشان می‌دهد که شخص تحلیل‌کننده برای هر کدام از نواحی ماده متفاوتی انتخاب کرده‌است؛ در این مثال سیم پیچ به رنگ قهوه‌ای، یک قطعه فرومغناطیسی به رنگ آبی روشن، و هوا به رنگ خاکستری نشان داده شده‌است.
روش المان کاربردی (Applied Element Method) یا AEM ویژگی‌های هر دو روش FEM و روش المان گسسته یا (DEM) را با هم ترکیب می‌کند.

### A-FEM
روش المان محدود-افزوده (Augmented-Finite Element Method) توسط یانگ و لوی معرفی شده‌است که هدف آنها مدل‌سازی ناپیوستگی‌های ضعیف و قوی بدون نیاز به DoFهای اضافی بود، همان‌طور که در PuM یا (partition of unity method) بیان شده‌است.

### روش المان محدود تعمیم یافته
روش المان محدود تعمیم یافته (generalized finite element method) یا GFEM از فضاهای محلی متشکل از توابع، نه لزوماً چند جمله‌ای، استفاده می‌کند که اطلاعات موجود در راه حل مجهول را منعکس می‌کند و به این طریق تقریب محلی خوبی را تضمین می‌کند. سپس از یک تفکیک واحد برای «پیوند» این فضاها به یکدیگر برای تشکیل زیرفضای تقریبی استفاده می‌شود. کارایی GFEM در حل مسائل حوزه‌هایی با مرزهای پیچیده، مسائل با مقیاس‌های میکرو و مسائل با لایه‌های مرزی نشان داده شده‌است.

### روش اجزای محدود مختلط
روش اجزای محدود مختلط (Mixed finite element method) نوعی روش اجزای محدود است که در آن متغیرهای مستقل اضافی به عنوان متغیرهای گرهی در هنگام گسسته‌سازی یک مسئله معادله دیفرانسیل جزئی معرفی می‌شوند.

### XFEM
روش المان محدود توسعه یافته (Extended finite element method) یا XFEM یک روش عددی مبتنی بر روش المان محدود تعمیم یافته (GFEM) و روش تقسیم وحدت (PUM) است. این روش اجزای محدود کلاسیک را با غنی‌سازی فضای حل برای معادلات دیفرانسیل با توابع ناپیوسته گسترش می‌دهد. روش‌های المان محدود توسعه‌یافته فضای تقریب را غنی می‌کنند به طوری که می‌تواند به‌طور طبیعی ویژگی چالش‌برانگیز مرتبط با مسئله مورد علاقه را بازتولید کند: ناپیوستگی، تکینگی، لایه مرزی و غیره. نشان داده شد که برای برخی مسائل، چنین تعبیه‌ای از ویژگی مسئله در فضای تقریبی می‌تواند به‌طور قابل توجهی نرخ همگرایی و دقت را بهبود بخشد. علاوه بر این، حل مسائل ناپیوستگی با XFEMها، نیاز به مش کردن و مش‌بندی مجدد سطوح ناپیوستگی را سرکوب می‌کند، بنابراین هزینه‌های محاسباتی و خطاهای پیش‌بینی مرتبط با روش‌های المان محدود مرسوم را به قیمت محدود کردن ناپیوستگی‌ها به لبه‌های مش، کاهش می‌دهد.

## برخی از نرم‌افزارهای تجاری FEM
- آباکوس (Abaqus)
- انسیس (Ansys)
- اپنسیس (OpenSees)
- نسترن (Nastran)
- کامسول (Comsol)
- ماکسول (Maxwell) (در زمینه الکترومغناطیس)
- پلکسیس (PLAXIS)
- دایانا (DIANA)
- اف ای ام ام (FEMM) (شبیه‌ساز دوبعدی تحت زبان lua)